# The Wretched Spawn
The Wretched Spawn (El horrible engendro) es el noveno álbum de larga duración de la banda estadounidense de death metal Cannibal Corpse, editado el 24 de febrero de 2004 por la discográfica Metal Blade Records. La portada muestra a una mujer dando a luz a un monstruo, si bien existe una versión censurada que muestra en su lugar la escultura de una calavera. El álbum se distribuyó con un DVD de regalo que muestra un "cómo se hizo", «The Making of The Wretched Spawn»; también existe una edición limitada que incluye el EP Worm Infested (2003).

## Lista de canciones
| N.º   | Título                                                  | Música                     | Duración |  |
| 1.    | «Severed Head Stoning»                                  | Pat O'Brien, Alex Webster  | 1:45     |  |
| 2.    | «Psychotic Precision»                                   | Paul Mazurkiewicz, O'Brien | 2:56     |  |
| 3.    | «Decency Defied»                                        | Jack Owen                  | 2:59     |  |
| 4.    | «Frantic Disembowelment»                                | Mazurkiewicz, O'Brien      | 2:50     |  |
| 5.    | «The Wretched Spawn»                                    | Webster                    | 4:09     |  |
| 6.    | «Cyanide Assassin»                                      | Webster                    | 3:11     |  |
| 7.    | «Festering in the Crypt»                                | Owen                       | 4:38     |  |
| 8.    | «Nothing Left to Mutilate»                              | Owen                       | 3:49     |  |
| 9.    | «Blunt Force Castration»                                | Mazurkiewicz, O'Brien      | 3:27     |  |
| 10.   | «Rotted Body Landslide»                                 | Webster                    | 3:24     |  |
| 11.   | «Slain»                                                 | Owen                       | 3:32     |  |
| 12.   | «Bent Backwards and Broken»                             | Webster                    | 2:58     |  |
| 13.   | «They Deserve to Die»                                   | Webster                    | 4:44     |  |
| 14.   | «The Making of The Wretched Spawn» (Bonus track en DVD) |                            |          |  |
| 44:22 |                                                         |                            |          |  |

## Miembros
- George Fisher - voz
- Alex Webster – bajo
- Jack Owen - guitarra
- Pat O'Brien - guitarra
- Paul Mazurkiewicz – batería